# Штраух, Эдуард
Эдуард Карл Штраух (нем. Eduard Karl Strauch; 17 августа 1906, Эссен, Германская империя — 15 сентября 1955, Уккел, Бельгия) — оберштурмбаннфюрер СС, командир полиции безопасности и СД в Белоруссии и руководитель айнзацкоманды 2, входившей в состав айнзацгруппы A.

## Биография
Эдуард Штраух родился 17 августа 1906 года в семье рабочего на фабрике. Его семья сильно пострадала в результате инфляции. Помимо учёбы в школе он и его брат были вынуждены подрабатывать. До 1927 года состоял в Младогерманском ордене. 1 августа 1931 года вступил в НСДАП (билет № 623392). В декабре 1931 года перешёл из Штурмовых отрядов в ряды СС (№ 19312).
Изучал теологию в университетах Мюнстера и Эрлангена, но позже стал изучать право. В 1932 году сдал первый государственный экзамен, в 1935 году - второй. С 1934 года состоял в СД. В 1935 году стал начальником унтерабшнита СД в Арнсберге, затем абшнита СД в Дармштадте. В 1939 году стал начальником СД при айнзацгруппе 2 в Польше. В 1941 году занял должность начальника лейтабшнита СД в Кёнигсберге.
С 4 ноября 1941 года возглавлял айнзацкоманду 2 в составе айнзацгруппы A под командованием Вальтера Шталекера. 30 ноября 1941 года 20 человек из этого подразделения под его руководством приняли участие в уничтожении 10 600 евреев в Румбульском лесу. За эти «заслуги» он 3 декабря 1941 года был назначен командиром полиции безопасности и СД в Белоруссии. Кроме того, Штраух был причастен к уничтожению деревни Аудрини. Генеральной комиссар Белоруссии в июле 1943 года сообщил в беседе со «способным руководителем СД оберштурмбаннфюрером и доктором права Штраухом», что ему удалось только за 10 недель ликвидировать 55 000 евреев. 25 июля 1943 Штраух осудил Кубе за то, что он недостаточно энергично действовал против евреев: «Отношение генерального комиссара Кубе к еврейскому вопросу таково, что можно говорить о связях с евреями».
Из-за своего алкоголизма Штраух даже среди СС подвергался критике. Говорилось о том, что его деятельность была «преимущественного импульсивной» прежде всего «под воздействием алкоголя».
В июле 1943 года был назначен офицером генерального штаба руководителя соединений по борьбе с партизанами обергруппенфюрера СС Эриха фон дем Баха. 31 мая 1944 года стал командиром полиции безопасности и СД в Валлонии, а в октябре 1944 года был переведён в Войска СС.
После войны предстал перед американским трибуналом вместе с другими сотрудниками айнзацгрупп. 10 апреля 1948 года был приговорён к смертной казни через повешение. Затем был экстрадирован в Бельгию. В 1948 году в Льеже ему вменялось в вину расстрел военнопленных. В 1949 году снова был приговорён к смертной казни, но из-за психического заболевания приговор в исполнение приведён не был. Скончался в 1955 году в больнице города Уккел.